# Bettina Wulff

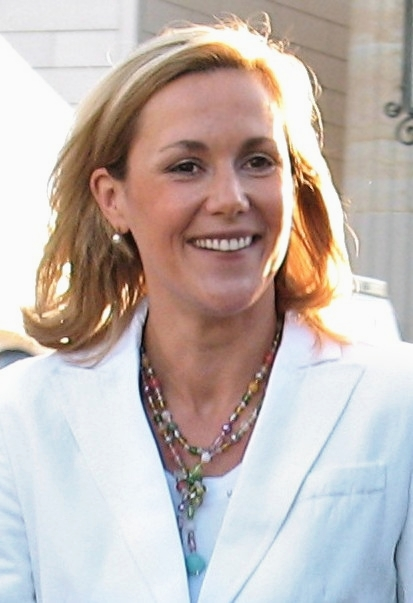
Bettina Wulff, 2010

Bettina Wulff (* 25. Oktober 1973 als Bettina Körner in Hannover) ist die Exfrau des ehemaligen deutschen Bundespräsidenten Christian Wulff. Sie hatte vor der Präsidentschaft ihres Mannes als Pressereferentin gearbeitet und machte sich nach seinem Rücktritt 2012 mit einer eigenen PR-Agentur selbständig.

## Leben

### Ausbildung und Beruf
Bettina Wulff wuchs als Tochter eines Bankangestellten in Großburgwedel auf. Nach dem Abitur an der Leibnizschule Hannover 1993 studierte sie bis 2000 Medienmanagement und angewandte Medienwissenschaften am Institut für Journalistik und Kommunikationsforschung der Hochschule für Musik, Theater und Medien in Hannover (ohne Abschluss).
Ab 1998 war Wulff PR-Assistentin für eine Internetagentur. Im Jahr 2000 wechselte sie nach Hannover zum Automobilzulieferer Continental AG, für den sie bis 2009 als Pressereferentin tätig war.
Anschließend war sie halbtags als Pressereferentin bei der Drogeriemarktkette Rossmann beschäftigt. Nach der Wahl von Christian Wulff zum Bundespräsidenten am 30. Juni 2010 gab sie diese Tätigkeit auf und fungierte als Präsidentengattin.
Nach dem Rücktritt ihres Mannes als Bundespräsident im Februar 2012 aufgrund der sogenannten Wulff-Affäre machte sie sich mit einer PR-Agentur selbständig. Bei den Sommer-Paralympics 2012 vertrat sie das Medizintechnikunternehmen Otto Bock HealthCare.

### Privatleben
Im Jahr 2006 lernte Bettina Körner den damaligen niedersächsischen Ministerpräsidenten Christian Wulff kennen. Anlass war eine Dienstreise als Pressereferentin für die Continental AG nach Port Elizabeth in Südafrika, die sie auf Anfrage der Niedersächsischen Staatskanzlei organisiert hatte. Nach Christian Wulffs Scheidung im Februar 2008 heirateten beide am 19. März 2008 standesamtlich, und Körner nahm den Namen ihres Mannes an. Ihren 2003 geborenen Sohn aus einer vorherigen Beziehung brachte Bettina Wulff mit in die Ehe; Christian Wulffs Tochter aus erster Ehe lebte bei ihrer Mutter. Im Sommer 2008 wurde ein gemeinsamer Sohn geboren. Im Januar 2013 trennte sich das Ehepaar. 2015 entschloss es sich, die Ehe doch weiterzuführen. Am 17. Oktober 2015 heirateten Bettina und Christian Wulff kirchlich.
Am 17. September 2018 verursachte Bettina Wulff auf einer Landstraße in der Nähe ihres Heimatortes Großburgwedel einen Verkehrsunfall ohne Personenschaden. Sie rief anschließend selbst die Polizei, woraufhin ein Atemalkoholtest einen Wert von mehr als zwei Promille ergeben haben soll. Daraufhin wurde gegen Bettina Wulff ein Strafbefehl in Höhe von 40 Tagessätzen mit Führerscheinentzug und Sperrfrist von elf Monaten erlassen.
Im Oktober 2018 erfolgte die erneute Trennung des Paares. Der gemeinsame Sohn wie auch Bettina Wulffs älterer Sohn lebten fortan beide bei Christian Wulff. Nach der Scheidung 2020 wurde im Juni 2021 bekannt, dass Christian und Bettina Wulff erneut ein Paar sind und auch wieder zusammen wohnen. Sie heirateten im März 2023 zum zweiten Mal standesamtlich. Im April 2025 bestätigte das Büro von Christian Wulff die bereits zurückliegende „endgültige“ Trennung. Am 12. August 2025 wurden beide vom Amtsgericht Burgwedel geschieden.

### Öffentliche Pflichten und Ehrenämter

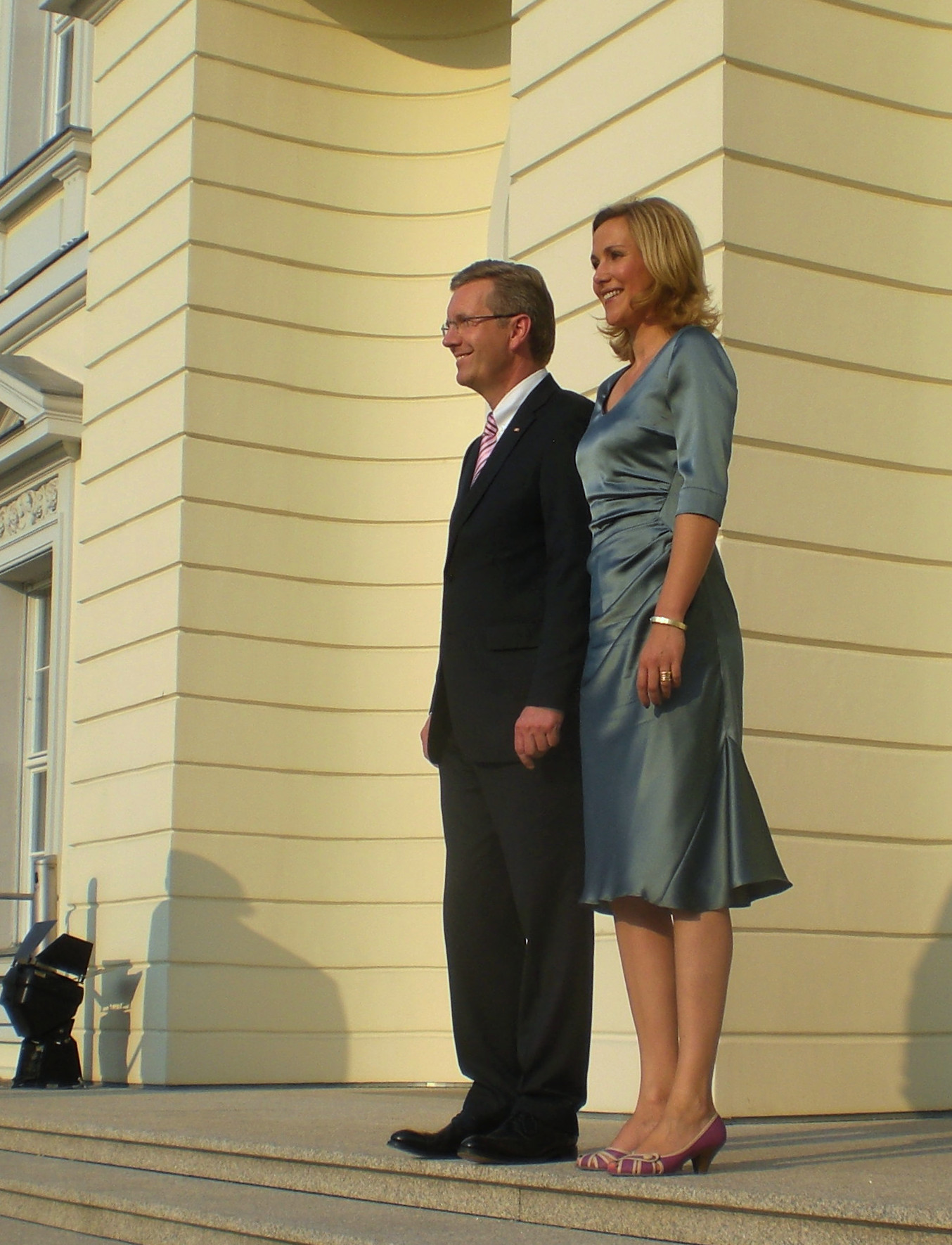
Christian und Bettina Wulff im Schloss Bellevue beim „Sommerfest des Bundespräsidenten“ am 2. Juli 2010

Bettina Wulff war von 2008 bis September 2012 Schirmherrin der Stiftung Eine Chance für Kinder. Nach der Wahl ihres Mannes zum Bundespräsidenten übernahm sie als Präsidentengattin von ihrer Vorgängerin Eva Luise Köhler zudem verschiedene Schirmherrschaften, so die für das Müttergenesungswerk (ab September 2010), die Deutsche Kinder- und Jugendstiftung (ab 1. Oktober 2010) sowie für UNICEF Deutschland (ab 1. Dezember 2010).
Ihre Schirmherrschaft für das Müttergenesungswerk endete traditionsgemäß mit dem Ausscheiden ihres Mannes aus dem Amt und ging später an Daniela Schadt als Lebensgefährtin des neuen Bundespräsidenten Joachim Gauck über. Schadt wurde auch Wulffs Nachfolgerin bei deren Schirmherrschaften über UNICEF Deutschland (am 23. Mai 2012) und über die Deutsche Kinder- und Jugendstiftung (im Juli 2012).
Anlässlich des Reformationsjubiläums 2017 trat Bettina Wulff neben anderen Prominenten als „Reformationsbotschafterin“  der Evangelischen Kirche in Deutschland auf.

### Auseinandersetzungen um Persönlichkeitsrechtsverletzungen
Anfang September 2012 reichte Bettina Wulff beim Landgericht Hamburg Klagen gegen Günther Jauch und auch gegen Google ein, nachdem in den Monaten zuvor bereits 34 deutsche und ausländische Blogger und Medien Unterlassungserklärungen abgegeben hatten. Damit wehrt sie sich gegen seit 2006 kursierende Gerüchte, sie habe – vor ihrer Ehe mit Christian Wulff – im Rotlichtmilieu gearbeitet. Der SZ-Redakteur Hans Leyendecker verwendete in diesem Zusammenhang den Begriff „Rufmord“. Das Gerücht sei 2006 von CDU-Kreisen in Hannover kolportiert worden, um ihrem Mann, dem damals amtierenden niedersächsischen CDU-Ministerpräsidenten, zu schaden.
Wulffs Anwälte wollten bei Google nach eigener Darstellung insgesamt 51 Suchbegriffe aus der automatischen Vervollständigung entfernen und zusätzlich entsprechende Suchergebnisse löschen lassen. Nachdem zunächst berichtet worden war, dass darunter auch Verweise auf den mit ihr befassten deutschsprachigen Wikipedia-Artikel seien, wurden diese Berichte am 5. November von Wulffs Anwälten dementiert. Im November 2012 löschte Google acht Suchresultate, die auf rechtswidrige Tatsachenbehauptungen verwiesen hatten, darunter drei Einträge des rechtsextremen Blogs kreuz.net. Von ursprünglich mehr als 3.000 genannten Suchergebnissen seien nur diese acht aufgrund falscher Tatsachenbehauptungen rechtswidrig gewesen. In einer Stellungnahme betonte Google, dass die Löschung nicht im Zusammenhang mit Wulffs Klage gegen die Autovervollständigung stehe.
Der Berliner Datenschutzbeauftragte Alexander Dix griff den Fall auf dem Deutschen Juristentag im September 2012 in München auf und kommentierte, dass Wulff mit falschen Gerüchten belastet worden sei, für Verleumdungen per Mausklick gebe es keine Rechtfertigung. Er forderte grundsätzlich, die Autovervollständigungsfunktion notfalls abzuschalten, und verwies auf die Praxis der Firma in den USA, wo Google auf Wunsch von US-Konzernen, die nicht mit illegalen Tauschbörsen in Verbindung gebracht werden wollen, diese Funktion unterbinde. Dasselbe könne Google auch zum Schutz der grundgesetzlich verankerten Persönlichkeitsrechte leisten. Dagegen kommentierte Friedrich Schmidt in der FAZ:

„Ginge es im Rechtsstreit zwischen Bettina Wulff und Google wegen dessen Autovervollständigungsfunktion nach der Abteilung IT- und Kommunikationsrecht des Juristentages, trüge der Suchmaschinenbetreiber einen knappen Sieg davon: Eine Zwei-Stimmen-Mehrheit fand der Vorschlag, Betreiber von Suchmaschinen von einer ‚Haftung für Persönlichkeitsrechtsverletzungen, die von Suchergebnissen ausgelöst werden können‘, auszunehmen.“

Unmittelbar nachdem die Gerüchte auch in der massenmedialen Berichterstattung aufgegriffen und in ihrer medialen Präsenz durch Wulffs ebenfalls stark beachtetes juristisches Vorgehen gegen deren Verbreitung noch verstärkt worden waren, veröffentlichte Wulff im September 2012 ihr autobiografisches Buch Jenseits des Protokolls, in dem sie diese ebenfalls zurückweist.
Am 14. Mai 2013 verkündete der Bundesgerichtshof ein Urteil über die Autovervollständigungs-Funktion in einem ähnlichen Fall (AZ VI ZR 269/12), in dem er einen Unterlassungsanspruch bei Kenntnis einer rechtswidrigen Persönlichkeitsrechtsverletzung gegenüber Google bejahte. Wulff und Google legten ihren Streit daraufhin durch Vergleich bei.

## Veröffentlichungen
- mit Nicole Maibaum: Jenseits des Protokolls. riva Verlag, München 2012, ISBN 978-3-86883-273-0.
- mit Heino Masemann: Anders als gedacht. Wie ich lerne, was wirklich zählt. bene!, München 2020, ISBN 978-3-96340-100-8.